# Jatipuro (Trucuk)
Jatipuro is een bestuurslaag in het regentschap Klaten van de provincie Midden-Java, Indonesië. Jatipuro telt 3058 inwoners (volkstelling 2010).